# Saionji Kintsune

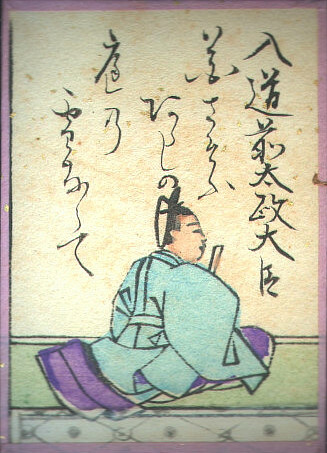
Saionji Kintsune

Saionji Kintsune (japanisch 西園寺 公経; geboren 1171; gestorben 2. Oktober 1244) war ein japanischer Hofadeliger und Politiker der frühen Kamakura-Zeit.

## Leben und Wirken
Saionji Kintsune, posthum Kakushō (覚勝), war Sohn von Fujiwara no Sanemune (藤原 実宗; 1145–1215) und seine Mutter war die Tochter von Fujiwara no Motoye (藤原 基家; 1132–1214). Er diente während der Taira-Dynastie in der Regierung und wurde nach der Errichtung des Kamakura-Shogunats zu einer Pro-Buke-Fraktion am Kaiserhof. Während des Jokyu-Aufstandes (1221) war er einer der Ersten, der dem Shogunat über die Lage am Hof berichtete und dessen Sieg anführte. Nach dem Aufstand gewann er die Unterstützung des Shogunats und erlangte einen starken politischen Einfluss in der Hauptstadt.
Saionji kontrollierte das Regentenhaus, wurde Großer Staatsminister und ließ seinen Enkel und Schwiegerenkel in den Hof aufnehmen, was ihn zu einem Verwandten der kaiserlichen Familie machte. Außerdem verfügte er über große Einkünfte aus seinen zahlreichen Landgütern und dem Handel mit dem China der Song-Dynastie (960–1279), was zu seiner Extravaganz und seinem Luxus führte. Er errichtete den Saion-ji (西園寺) als Familientempel in Kitayama, Kyōto, und schuf einen luxuriösen Gartenteich an seiner Villa, was als ein prächtiger Anblick unter dem Himmel angesehen wurde. Später wurde die Familie in Anlehnung daran in Saionji-Familie umbenannt.
Dieser Tempel war der Vorgänger des „Rokuon-in“ (Kinkaku-ji). Kintsune spielte nicht nur die Biwa, das Familieninstrument, sondern war auch ein versierter Waka-Dichter. Viele seiner Gedichte wurden in die kaiserlichen Anthologien aufgenommen, darunter in das Shinkokinshū (新古今集). Da sein Urgroßvater Michisue (藤原 通季; 1090–1121) ihm ein Gefährt geschenkt hatte, wurde Saionji daher auch „Tomoe Taishō“ (鞆絵大将) genannt, nach der Tomoe-Dekoration auf dem Gefährt.